# Ján Chryzostom Korec
Ján Chryzostom Korec S.J. (Bošany, 22 januari 1924 – Nitra, 24 oktober 2015) was een Slowaaks geestelijke en een kardinaal van de Rooms-Katholieke Kerk.
Na nog geen jaar priesterschap (gewijd op 1 oktober 1950) werd Korec al op 24 augustus 1951 tot bisschop gewijd. Dit moest door het opkomende communisme in het geheim gebeuren. Priesters en bisschoppen waren in die tijd hun leven niet zeker en door een jonge bisschop te hebben (van wie dus niemand wist dat hij bisschop was), was er een 'reservespeler'.
Korec werkte jarenlang in de chemische industrie (waardoor hij later een zeer zwakke gezondheid kreeg) en zat enkele jaren gevangen. Pas na de val van het communisme kon hij zich bekendmaken. Hij werd op 6 februari 1990 in het openbaar benoemd tot bisschop van Nitra.
Hij werd tijdens het consistorie van 28 juni 1991 tot kardinaal gecreëerd, en kreeg de rang van kardinaal-priester. Zijn titelkerk werd de Santi Fabiano e Venanzio a Villa Fiorelli.
Korec ging op 9 juni 2005 met emeritaat en overleed ruim tien jaar later op 91-jarige leeftijd.

## Wetenswaardigheid
In het wapen van Korec stond een bisschopsstaf met dubbele arm, maar omdat hij geen aartsbisschop was (ook niet titulair) zou hij volgens heraldisch gebruik eigenlijk alleen een staf met enkele arm mogen voeren. De reden voor deze afwijking van wat in de heraldiek gebruikelijk is, is gelegen in het feit dat in het wapen van het bisdom Nitra een tweearmige kruisstaf voorkomt.
- Biblioteca Nacional de España: XX1660252
- Bibliothèque nationale de France: cb12498537n (data)
- Gemeinsame Normdatei: 119295342
- International Standard Name Identifier: 0000 0001 1068 3798
- Library of Congress Control Number: no95006283
- Nationale Bibliotheek van Tsjechië: jn20000603484
- Nationale en Universitaire bibliotheek Zagreb: 000227258
- Nederlandse Thesaurus van Auteursnamen: 161437435
- Réseau des bibliothèques de Suisse occidentale: 02-A003468441
- Système universitaire de documentation: 034204040
- Virtual International Authority File: 66570450
- WorldCat: E39PBJdrGd6DKQbpmdYdRB7mBP